# Ресторан Don Quijote (Бечеј)
Ресторан Don Quijote  je ресторан који се налази у објекту ветрењаче која је озидана крајем 19. века, у Бечеју, на адреси Иђошки пут 6А.

## О ресторану
Ресторан је отворен 1991. године. Поседује две летње баште, парк са помоћним просторијама, паркинг капацитета за 20 возила. Током  летњих месеци могућа су организовања славља, венчања, и других прослава, за већи број гостију испод шатора који се налази у дворишту.
Ресторан поседује затворени део који је капацитета око 60 седећих места распоређених на два нивоа, са додатних 70 места у отвореном делу ресторана током летњег периода.

## Услуга
Ресторан организује породична славља, пословне ручкове, кетеринг услуге, свадбе, рођендане,...

## Угоститељска понуда
Кухиња ресторана је разноврсна, представља мешавину интернациналне, српске и мађарске кухиње. У понуди имају и велики избор пица.
На менију су специјалитети од гушчије џигерице, пуњене шницле од белог ћурећег и свињског меса на жару, рагу чорба итд. Од пића на менију ресторана су најквалитетнија вина из региона.
Јела по којима је ресторан посебно препознатљив су: Ситно пикантно печење, Похована пуњена пилећа џигерица, Палачинке са маком... 